# Detective Conan - La musica della paura
Detective Conan - La musica della paura (名探偵コナン 戦慄の楽譜（フルスコア）?, Meitantei Konan - Senritsu no furu sukoa, lett. "Detective Conan - Lo spartito del brivido"), conosciuto anche con il titolo internazionale Detective Conan: Full Score of Fear, è un film d'animazione del 2008 diretto da Yasuichirō Yamamoto.
Si tratta del dodicesimo film dedicato alla serie anime Detective Conan, uscito in Giappone il 19 aprile 2008.

## Trama
Alla Domoto Music Academy di Nishitama avviene un'esplosione che uccide sul colpo due musicisti e ferisce una violinista. Ran contatta Shinichi per invitarlo a partecipare alle prove generali e al concerto di inaugurazione della Domoto Hall, poiché Sonoko, che è la figlia del costruttore dell'edificio, ha dei biglietti gratis. Per ovvie ragioni, il giovane detective è costretto a rifiutare. Alle prime prove partecipano Kogoro, Ran, Sonoko, Agasa, Conan, Ai e i Detective Boys. Nella sala sono presenti anche Takagi, Sato, Shiratori e l'ispettore Megure, che indagano sull'esplosione che ha ferito la violinista, impedendole così di partecipare al concerto. La polizia rivela che, sul luogo del delitto, è stata rinvenuta la parte centrale di un flauto traverso. I Detective Boys conoscono il soprano Reiko Akiba che, seppur riluttante, si accorda coi ragazzi per coordinare le prove del loro coro scolastico.
Alle prove del coro della scuola Teitan, Reiko mostra di avere un orecchio assoluto. Genta si impossessa del thermos del soprano e beve il suo tè. La bevanda era però stata alterata con una sostanza irritante che lesiona le corde vocali del ragazzo. Conan pensa quindi di avvertire l'ispettore Megure perché, se la cantante avesse bevuto il tè, non avrebbe potuto partecipare al concerto. All'uscita del pronto soccorso, un camion tenta di investire Reiko e i ragazzi. Il conducente però non riesce nel suo intento e si dà alla fuga, prima che Conan possa raggiungerlo. Successivamente, vengono ritrovati i cadaveri di altri due allievi dell'accademia e gli ultimi due pezzi del flauto traverso. La polizia cerca di capire chi possa aver tratto beneficio dalla morte di tutte queste persone.
Visti i recenti avvenimenti, la polizia chiede a Reiko di restare chiusa in casa nei giorni che la separano dall'esibizione. Conan vuole proteggere il soprano e quindi si reca da lei. Entrando nella sua stanza, il ragazzo nota un flauto traverso e una fotografia che ritrae Reiko in compagnia di un uomo. Improvvisamente, la donna decide di uscire per una passeggiata nel bosco e Conan decide di seguirla per proteggerla da eventuali altre aggressioni. Puntualmente l'assassino si manifesta e tenta di uccidere la donna. Conan però si accorge che l'aggressore, pur avendo un'occasione per colpire Reiko, esita, permettendo alla donna di fuggire. Nel frattempo, la polizia scopre che esiste un legame tra i quattro musicisti morti e Reiko. Tre anni prima avevano convinto un loro compagno dell'accademia a bere e questi era morto, cadendo da un dirupo. Il ragazzo era fidanzato con Reiko. Prima della prova generale, i musicisti scoprono che l'accordatore dell'organo è scomparso. Durante l'esibizione, sia Conan che Reiko si accorgono che una delle note emesse dallo strumento ha un suono strano. Mentre cercano il maestro Domoto per comunicargli la notizia, i due vengono aggrediti.
Il concerto sta per iniziare, Reiko non si trova e Domoto accetta di far cantare Lala Chigusa. Reiko e Conan si risvegliano in una barca che galleggia nel bacino d'acqua a valle di una diga. I due cercano aiuto, ma nell'edificio che si affaccia sulla diga non c'è nessuno. Reiko nota però un telefono d'emergenza su una delle pareti e Conan rivela alla donna che, staccando il ricevitore ed emettendo dei suoni ad alcune particolari frequenze (Dual-tone multi-frequency), potrebbero contattare la polizia senza comporre alcun numero. Nel frattempo, il concerto inizia e, all'esterno dell'auditorium, esplodono alcuni ordigni. Takagi e Sato salvano Reiko e Conan con un elicottero. Successivamente, i quattro si introducono nell'edificio dall'alto. Conan scopre che le esplosioni avvengono quando il maestro Domoto preme il tasto della nota stonata e inoltre individua l'attentatore tra il pubblico. Il criminale però possiede un telecomando: se Conan interrompesse il concerto, l'auditorium esploderebbe comunque.
L'aggressore è Takumi Fuwa, il direttore dell'accademia, e Conan lo affronta direttamente. Fuwa è il ragazzo-padre del ragazzo morto anni prima ed ha ucciso i quattro musicisti per vendicare la scomparsa del figlio. L'attentatore ha cercato di mettere fuori gioco anche tutte le persone che, essendo dotate di orecchio assoluto, avrebbero potuto notare la presenza del sensore all'interno delle canne dell'organo, ovvero l'accordatore, la prima violinista e il soprano Reiko. Mentre Conan parla, il maestro Domoto suona la nota stonata per l'ultima volta e l'assassino si aspetta di veder esplodere lo strumento nella sala. Questo però non accade, perché Conan, prima di recarsi da lui, si era premurato di rimuovere il sensore. L'uomo non si lascia intimorire, perché ha con sé ancora il telecomando. Conan pensa di colpire il criminale con l'ago del suo orologio per impedirgli di premere il pulsante, ma si accorge che il dispositivo è stato danneggiato dalla caduta avvenuta durante la sua aggressione. Ai segnala a Conan che, su un altro palco, c'è Sato pronta a sparare. Il ragazzo si sposta e il malvivente viene colpito. Fuwa però ha ancora una pistola in tasca e, minacciando la polizia, chiede di poter vedere il maestro Domoto e poi suicidarsi. I due si chiariscono e l'attentatore alla fine si arrende.
Al termine del concerto, Ran sente Amazing Grace ed è convinta che sia Shinichi a suonare al violino quella canzone. Seguendo la musica, trova però Conan, che le dice che Shinichi è appena andato via.

## Colonna sonora
La sigla finale è Tsubasa o hirogete (翼を広げて? "Spiega le ali"), di ZARD. È stata pubblicata come singolo in Tsubasa o hirogete/Ai wa kurayami no naka de, una canzone del 1991, in versione riarrangiata, utilizzata come sigla per gli episodi da 491 a 504 della serie televisiva, dopo la morte di ZARD.

## Distribuzione

### Edizione italiana
In Italia il film è stato solo trasmesso in televisione, in una versione divisa in cinque parti da venti minuti circa e in una versione intera, entrambe senza censure video e con lo stesso doppiaggio, diretto da Graziano Galoforo su dialoghi di Oliviero Corbetta e Luisella Sgammeglia presso Merak Film.
La versione divisa in parti è stata trasmessa su Italia 2 dal 29 maggio al 2 giugno 2012, alle ore 20:40. Questa versione non ha l'introduzione che riassume l'inizio della storia del manga, presente in ogni film seppur con qualche differenza. L'epilogo, che nell'originale si trova dopo la sigla finale, è stato collocato prima di essa. In questa versione è stata utilizzata come sigla di apertura e chiusura di ogni parte la prima sigla italiana, Detective Conan di Giorgio Vanni, con le immagini della sigla di apertura dell'episodio speciale 479, in cui sono presenti quindi anche alcuni personaggi comparsi solo in quell'episodio. Per la prima parte della sigla finale le immagini sono spostate sulla destra e i titoli internazionali in inglese scorrono su sfondo nero sulla parte sinistra dello schermo.
La versione intera è andata in onda sempre su Italia 2 il 5 settembre 2012. Questa versione come l'originale non ha sigla iniziale, e mantiene l'introduzione e la sigla finale originale. La sigla finale ha le immagini originali con i titoli internazionali in inglese e sono stati aggiunti i crediti italiani riguardanti il doppiaggio. Alla prima e finora unica trasmissione la sigla finale è stata interrotta e non è stato trasmesso l'epilogo.
Nel doppiaggio italiano sono presenti alcune censure su parole come "morire" e uccidere", rese con "perdere la vita" ed "eliminare". Inoltre, nella parte in cui, poco dopo l'inizio del film, Conan, Ran, Kogoro, Ai, i Detective Boys e la polizia si trovano per la prima volta nella Domoto Hall, non viene mai specificato che due persone sono morte nell'esplosione, benché si parli della musicista rimasta ferita: Megure parla a Kogoro di due persone che suonavano al momento dell'esplosione senza specificare che sono "vittime" come nell'originale e, quando la polizia interroga Reiko Akiba, lei dice solo che Soko Kawabe, la violinista ferita, era andata a sentire i musicisti, mentre nell'originale specifica anche che tali musicisti erano morti. Nella versione italiana si scopre comunque in seguito che sono morti, quando ne parlano i poliziotti dopo l'esplosione del negozio di Osamu Shida.
Il doppiaggio presenta anche un errore quando Ran parla con Shinichi (cioè Conan che sta usando la sua vera voce) al telefono all'inizio del film: gli dice che non ha orecchio, cosa che non si rivelerà vera nel corso del film, anziché dirgli che è stonato. Inoltre, il nome della violinista rimasta ferita è stato erroneamente traslitterato Yasuko Kawabe, anziché Soko Kawabe. Infine, una battuta di Kazuki Domoto non è doppiata da Luca Ghignone, sua voce nel resto del film, ma da Giovanni Battezzato.

### Edizioni home video
In Giappone il film è stato pubblicato in DVD da Shogakukan il 19 novembre 2008 in un'edizione standard e in più un'edizione limitata in due dischi detta Special Edition (スペシャル・エディション?, Supesharu Edishon). È stato poi pubblicato in un unico Blu-ray Disc da Being con l'etichetta B-vision il 22 aprile 2011. In Italia non è mai stato pubblicato per l'home video.

## Accoglienza
Il film ha debuttato al primo posto al botteghino giapponese nel weekend della sua uscita (19 e 20 aprile 2008), incassando in tale weekend 420 milioni e trentamila yen con un pubblico di 350.000 persone, di cui circa il 70% di sesso femminile e per la maggior parte formato di teenager, seguiti dalle persone tra i 30 e i 40 anni. Il film ha incassato in totale circa 2 miliardi e 420 milioni di yen, classificandosi al dodicesimo posto dei film giapponesi con il maggior incasso in patria nel 2008. Il film è stato nominato per gli Awards of the Japanese Academy del 2009 nella categoria animazione, in cui ha poi vinto Ponyo sulla scogliera.

## Versione a fumetti
Con i fotogrammi del film è stato prodotto un anime comic, pubblicato in un'edizione in due volumi e poi in volume unico. L'edizione in due volumi è intitolata Gekijōban anime comic - Meitantei Conan - Senritsu no full score (劇場版アニメコミック 名探偵コナン 戦慄の楽譜（フルスコア）?, Gekijōban anime komikku - Meitantei Konan - Senritsu no furu sukoa, "Detective Conan - Lo spartito del brivido - Anime comic del film"); la "prima parte" (上?, jō) è stata pubblicata da Shogakukan il 18 novembre 2008 (ISBN 978-4-09-121475-1), la "seconda parte" (下?, ge) il 18 dicembre dello stesso anno (ISBN 978-4-09-121476-8). L'edizione in volume unico è intitolata Gekijōban Meitantei Conan - Senritsu no full score (劇場版 名探偵コナン 戦慄の楽譜（フルスコア）?, Gekijōban Meitantei Konan - Senritsu no furu sukoa, "Detective Conan - Il film - Lo spartito del brivido") ed è stata pubblicata sempre da Shogakukan il 15 aprile 2011 (ISBN 978-4-09-123025-6).